# Mykoła Czajkowski

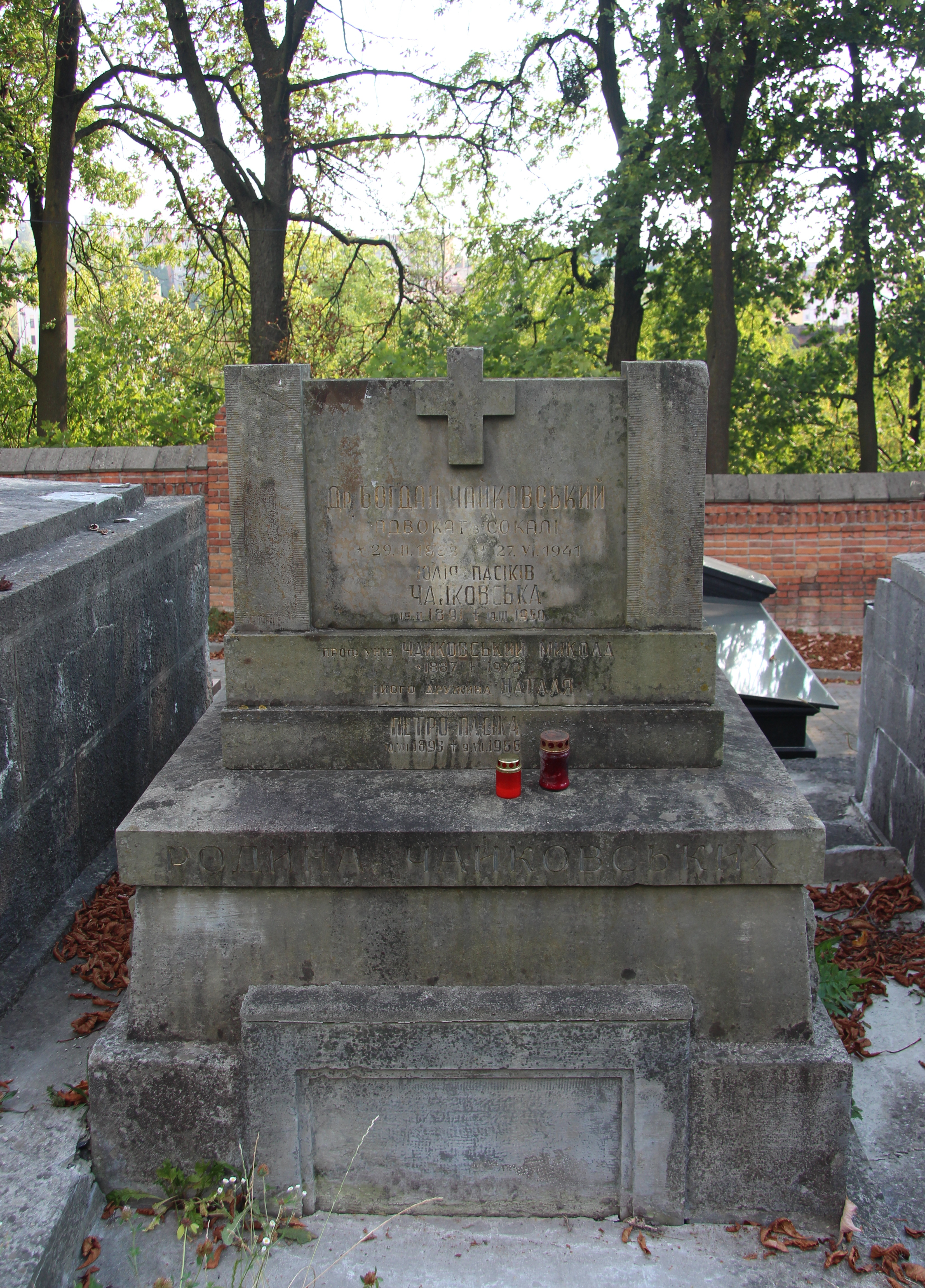
Grób rodziny Czajkowskich na Cmentarzu Łyczakowskim we Lwowie

Mykoła Andrijowicz Czajkowski (uk. Микола Андрійович Чайковський) (ur. 2 stycznia 1887 w Brzeżanach, zm. 7 października 1970 we Lwowie) – ukraiński nauczyciel, matematyk i pisarz.
W 1918 roku napisał jedno z pierwszych dzieł ukraińskiej fantastyki naukowej – powieść За силу сонця (Za siłę słońca).

## Życiorys
Urodził się w Brzeżanach w Galicji 2 stycznia 1887 roku. Był pierworodnym synem prawnika i pisarza Andrija Czajkowskiego. Uczył się w gimnazjum w Brzeżanach w latach 1897–1905. Następnie studiował na Uniwersytecie Karola w Pradze (mechanika i filozofia), potem na Uniwersytecie Wiedeńskim, gdzie w 1911 roku uzyskał tytuł doktora filozofii.
Od 1913 był członkiem Towarzystwa Naukowego im. Szewczenki. Pracował krótko w szkole ukraińskiej w Tarnopolu, a także w Berlinie i na terenie Austrii. Podczas I wojny światowej był nauczycielem i tłumaczem w obozie jenieckim w Wiedniu. Później pracował jako nauczyciel w Rawie Ruskiej.
W latach 1914–1918 był związany ze Związkiem Wyzwolenia Ukrainy. Po wojnie został docentem na Ukraińskim Uniwersytecie Państwowym w Kamieńcu Podolskim, a następnie nauczycielem w gimnazjach i uczelniach we Lwowie i Jaworowie. W 1923 lub 1929 roku (źródła podają różne dane) został profesorem w szkole średniej w Odessie (Instytut Oświaty Ludowej w Odessie).
W 1933 roku został aresztowany przez władze radzieckie jako „polski szpieg” i zesłany do łagru na 10 lat. Przebywał w Karelii i okolicach Archangielska, gdzie pracował przy budowie kanału Białomorsko-Bałtyckiego.
Po zwolnieniu pracował kolejno w Tomsku, Semipałatyńsku (dziś Semej w Kazachstanie) oraz w Swierdłowsku (dziś Jekaterynburg), gdzie od 1944 do 1947 był nauczycielem (lub profesorem, źródła podają różne dane), m.in. na Uralskim Państwowym Uniwersytecie Pedagogicznym. W 1954 wrócił na Ukrainę. W 1956 roku został zrehabilitowany i wykładał na uczelniach we Lwowie, m.in. (od 1961 r.) na Uniwersytecie Lwowskim. Zmarł we Lwowie 7 października 1970 roku. Pochowany został na Cmentarzu Łyczakowskim.

## Twórczość
W 1908 roku opublikował pierwszą pracę naukową z matematyki. Był autorem licznych artykułów, podręczników, słownika ukraińskiej terminologii matematycznej (1924), a także bibliografii ukraińskich nauk matematycznych (1931) W 1915 roku opublikował książkę o zaćmieniach Słońca i Księżyca. Napisał 51 artykułów do Ukraińskiej Encyklopedii Radzieckiej. Jego bibliografia obejmuje 193 prace naukowe z zakresu matematyki.
W 1918 roku napisał powieść fantastycznonaukową Za siłę słońca (ukr. За силу сонця). W swojej książce Czajkowski przedstawił Ukrainę jako światowego pioniera w dziedzinie energii słonecznej, snując intrygi dotyczące szpiegów z innych krajów, próbujących ukraść ukraińską technologię. Powieść została wydana dopiero w 1925 roku we Lwowie przez Ukraińskie Towarzystwo Pedagogiczne. Jest uznawana za jedno z pierwszych dzieł ukraińskiej fantastyki naukowej i pierwsze dzieło science fiction napisane w języku ukraińskim. Praca ta opisywana jest jako jedno z pierwszych dzieł opisujących koncepcję radiotelefonu. Powieść nie zyskała jednak większej popularności na Ukrainie, ponieważ została opublikowana w Polsce, w związku z czym nie została ani wznowiona, ani wspomniana w krytyce literackiej w Związku Radzieckim, przez co została skutecznie zmarginalizowana w kluczowym okresie kształtowania się ukraińskiej fantastyki naukowej, tj. latach 20. i 30. XX wieku.
W 1926 roku opublikował futurologiczny esej o technologii przyszłości pt. „Technologia jutra”.

## Upamiętnienie
Uchwałą Rady Najwyższej Ukrainy z 22 grudnia 2016 roku zdecydowano o uczczeniu 130. rocznicy urodzin Mykoły Czajkowskiego jako jednej z rocznic państwowych obchodzonych w 2017 roku.